# Ричвілл (Огайо)
Ричвілл (англ. Richville) — переписна місцевість (CDP) в США, в окрузі Старк штату Огайо. Населення — 3209 осіб (2020).

## Географія
Ричвілл розташований за координатами 40°45′9″ пн. ш. 81°27′58″ зх. д. / 40.75250° пн. ш. 81.46611° зх. д. (40.752430, -81.465975).  За даними Бюро перепису населення США в 2010 році переписна місцевість мала площу 8,13 км², з яких 8,10 км² — суходіл та 0,03 км² — водойми.

## Демографія
Згідно з переписом 2010 року, у переписній місцевості мешкали 3324 особи в 1322 домогосподарствах у складі 963 родин. Густота населення становила 409 осіб/км².  Було 1371 помешкання (169/км²).
Расовий склад населення:
| - 94,4 % — білих - 3,5 % — чорних або афроамериканців - 0,3 % — азіатів - 0,1 % — корінних американців |

До двох чи більше рас належало 1,6 %. Частка іспаномовних становила 0,9 % від усіх жителів.
За віковим діапазоном населення розподілялося таким чином: 21,3 % — особи молодші 18 років, 61,4 % — особи у віці 18—64 років, 17,3 % — особи у віці 65 років та старші. Медіана віку мешканця становила 43,5 року. На 100 осіб жіночої статі у переписній місцевості припадало 100,8 чоловіків;  на 100 жінок у віці від 18 років та старших — 99,2 чоловіків також старших 18 років.
Середній дохід на одне домашнє господарство  становив 61 184 долари США (медіана — 56 495), а середній дохід на одну сім'ю — 65 428 доларів (медіана — 61 027). Медіана доходів становила 50 758 доларів для чоловіків та 31 229 доларів для жінок. За межею бідності перебувало 7,2 % осіб, у тому числі 14,4 % дітей у віці до 18 років та 3,8 % осіб у віці 65 років та старших.
Цивільне працевлаштоване населення становило 1553 особи. Основні галузі зайнятості: виробництво — 28,6 %, освіта, охорона здоров'я та соціальна допомога — 21,4 %, роздрібна торгівля — 10,6 %, транспорт — 9,1 %.